# آرثر فيشوت
آرثر فيشوت (بالفرنسية: Arthur Vichot )‏ (و. 1988  م) هو راكب دراجة هوائية فرنسي، شارك في طواف إسبانيا، وسباق طواف فرنسا 2012، وسباق طواف فرنسا 2011، وسباق طواف فرنسا 2017، وسباق طواف فرنسا 2013، وطواف فرنسا، وسباق طواف فرنسا 2014، وطواف فرنسا 2018، مركز لعبه هو ثاقب ‏.

## التصنيف
| السنة     | 2009 | 2010 | 2011 | 2012 | 2013 | 2014 | 2015 | 2016 | 2017 | 2018 | 2019 | 2020 |
| --------- | ---- | ---- | ---- | ---- | ---- | ---- | ---- | ---- | ---- | ---- | ---- | ---- |
| العالم    |      |      |      | 173  | 76   | 40   | -    | -    | 205  | 113  |      |      |
| عالمي     |      |      |      |      |      |      |      | 95   | 90   | 121  | 1301 | 1664 |
| أوروبا    | 512  |      | 42   |      |      |      |      | 23   | 21   | 99   | 897  | 1237 |
|           |      |      |      |      |      |      |      |      |      |      |      |      |
| مصدر: UCI |      |      |      |      |      |      |      |      |      |      |      |      |

## سباقات أو مراحل فاز بها
| التاريخ        | السباق                                   | المركز                   |
| -------------- | ---------------------------------------- | ------------------------ |
| 12 أغسطس 2009  | طواف أين 2009                            | العاشر في تصنيف أفضل شاب |
| 28 يوليو 2010  | طواف الوني 2010                          | الثامن في التصنيف العام  |
| 01 يناير 2011  | كأس فرنسا لركوب الدراجات على الطريق 2011 | الثامن في تصنيف النقاط   |
| 30 يناير 2011  | سباق جائزة لا مارسيليس الكبرى 2011       | الخامس في التصنيف العام  |
| 27 فبراير 2011 | حلقة جنوب أرديتشي 2011                   | الفائز في التصنيف العام  |
| 04 سبتمبر 2011 | طواف دوبس 2011                           | الفائز في التصنيف العام  |
| 11 سبتمبر 2011 | جائزة مونتريال الكبرى للدراجات 2011      | الثامن في التصنيف العام  |
| 01 يناير 2012  | كأس فرنسا لركوب الدراجات على الطريق 2012 | السابع في تصنيف أفضل شاب |
| 29 يناير 2012  | سباق جائزة لا مارسيليس الكبرى 2012       | الثالث في التصنيف العام  |
| 26 فبراير 2012 | حلقة جنوب أرديتشي 2011                   |                          |
| 14 مارس 2012   | تيرينو ادرياتيكو 2012                    | التاسع في تصنيف أفضل شاب |
| 01 يناير 2013  | بطولة سباق الطرق الفرنسية 2013           | الفائز في التصنيف العام  |
| 17 فبراير 2013 | طواف هوت فار 2013                        | الفائز في التصنيف العام  |
| 21 فبراير 2016 | طواف هوت فار 2016                        | الفائز في التصنيف العام  |
| 28 فبراير 2016 | لادهوم الكلاسيكي 2016                    |                          |
| 26 يونيو 2016  | بطولة سباق الطرق الفرنسية 2016           | الفائز في التصنيف العام  |
| 29 يناير 2017  | سباق جائزة لا مارسيليس الكبرى 2017       | الفائز في التصنيف العام  |
| 19 فبراير 2017 | طواف دو هوت فار 2017                     | الفائز في التصنيف العام  |
| 20 مايو 2018   | طواف أين 2018                            | الفائز في التصنيف العام  |

## روابط خارجية
- آرثر فيشوت على موقع الاتحاد الدولي للدراجات (الإنجليزية)
- آرثر فيشوت على موقع أرشيف الدراجات (الإنجليزية)
- آرثر فيشوت على موقع إحصائيات الدراجات الإحترافية (الإنجليزية)
- آرثر فيشوت على موقع نسبة الدراجات (الإنجليزية)
- آرثر فيشوت على موقع CycleBase (الإنجليزية)